# Lambic

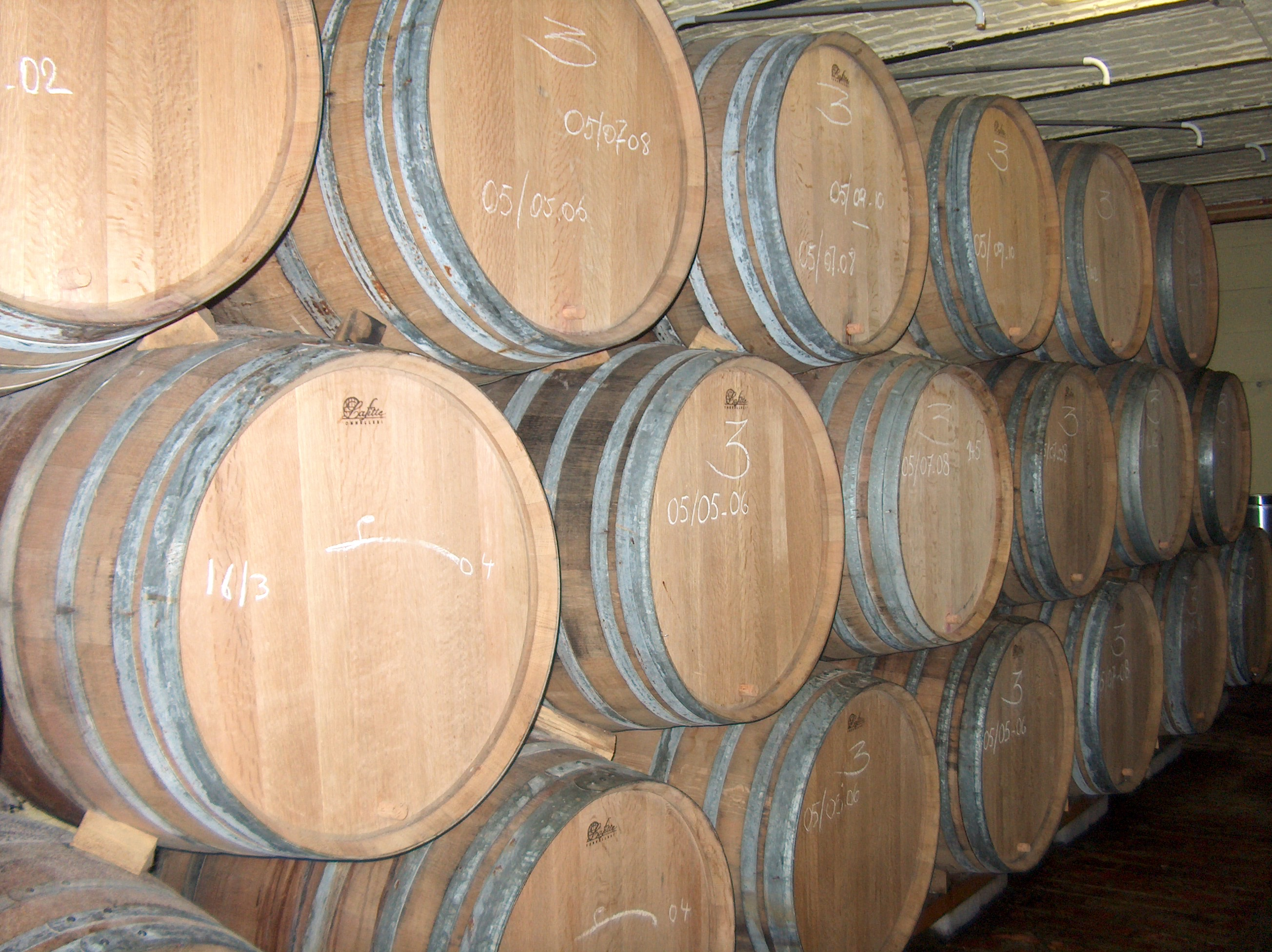
Hagyományos fa lambic söröshordók; az L betű a sörfőzdére utal

A lambic egy különleges sörfajta, amelyet csak Belgium Pajottenland nevű régiójában főznek, Brüsszeltől délnyugatra.
A hagyományos pilzeni vagy ale típusú söröktől eltérően, amelyeknél a fermentáció beindítása érdekében gondosan válogatott és tárolt sörélesztőt adagolnak a sörléhez, a lambic sörök spontán erjedésen mennek keresztül: a főzést követően vadélesztők és különböző baktériumok szaporodnak el a sörlében, amelyek állítólag[pontosabban?] csak a Brüsszeltől délre található Zenne folyó völgyében fordulnak elő. A spontán erjedési folyamat adja ezeknek a söröknek a jellegzetes szárazkás, borra vagy almaborra emlékeztető, fanyar ízét, enyhén savanykás utóízét.

## Története
A lambic sörök története 500 évre nyúlik vissza, amikor a régió munkásai egy könnyen előállítható, alacsony alkoholtartalmú és kiváló szomjoltó sörfajtát akartak előállítani, amelyet viszonylag egyszerűen, akár házilagos módon is elő lehetett állítani. Mára már rengeteg fajta lambic sört főznek, mindenféle alkoholtartalommal, ízzel, valamint hozzáadott ízesítőkkel.

## Az előállítás folyamata
Napjainkban a lambic söröket általában 70% árpamaláta és 30% búza keverékéből főzik. A sörlét hagyományosan fakádakban főzik ki, a sörlét pedig nyitott kádakban hűtik, ahol beindul a spontán erjedés.
Bár a nyitott kádakban való hűtés a lambic sörök előállításának egyik elengedhetetlen lépése, a mai ismeretek szerint az erjedéshez szükséges gombák és baktériumok nem a levegőben, hanem a sörfőzde különféle felszereléseiben, általában a fából készült erjesztőkádakban találhatók. Több mint 86 különféle mikroorganizmust azonosítottak, amely szerepet játszik a spontán erjedés beindításában és fenntartásában, ezek közül a legfontosabbak a Brettanomyces bruxellensis és a Brettanomyces lambicus nevű élesztőgombák.
A lambic típusú söröket általában októbertől májusig szokták főzni, mivel a nyári hónapokban túlságosan sok káros baktérium található a levegőben, amely a sör romlását okozhatja.
A 11. századtól a sörfőzés folyamatában nagy szerepet játszott a komló, amelyet elsősorban természetes tartósító hatása miatt adagoltak a sörökhöz a főzés folyamán, illetve kellemesen kesernyés ízt, aromát adott a végterméknek. Manapság is nagy szerepet játszik a komló íze és aromája szinte minden sörfajta előállításában, beleértve a lambic söröket, de nem a hagyományos módon. Mivel a lambic sör oltóanyaggal való beoltása és erjesztési periódusa aránylag hosszú időt vesz igénybe, a lambic sörökhöz általában aránylag sok komlót adagolnak. Ez azonban a hagyományos sörfőzési eljárást követve igen keserű söröket eredményezne, ezért a lambic sörfőzdék szárított és érlelt komlót használnak, amely megtartja antibakteriális tulajdonságait, de elvesztette keserű mellékízének nagy részét. Ennek következtében alakult ki a lambic sörökre annyira jellemző erőteljes, majdnem sajtszerű „érett komló” aromája, ellentétben a pilzeni és ale típusú sörök gyantás, kesernyés komlóízével.

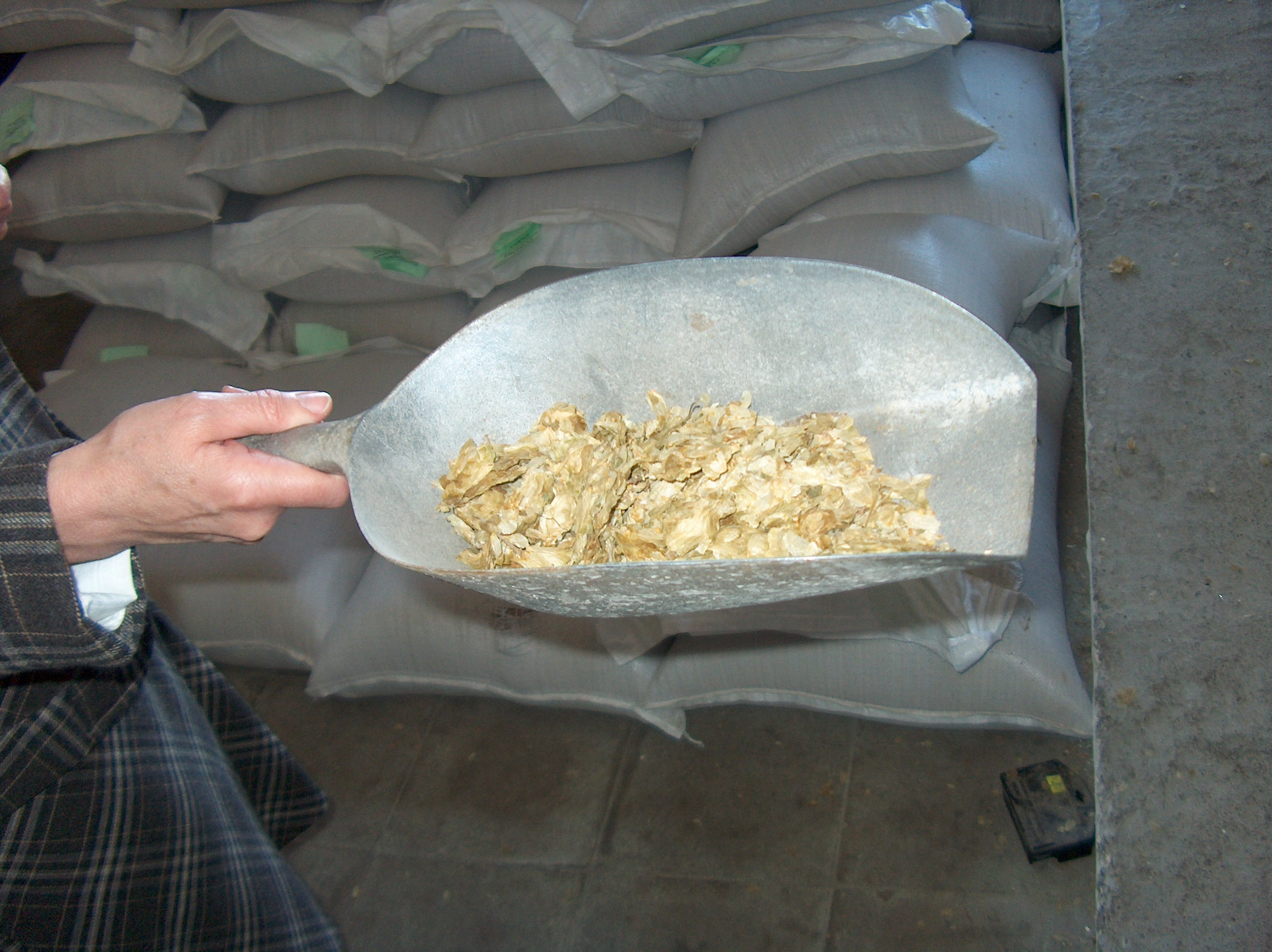
Szárított komló

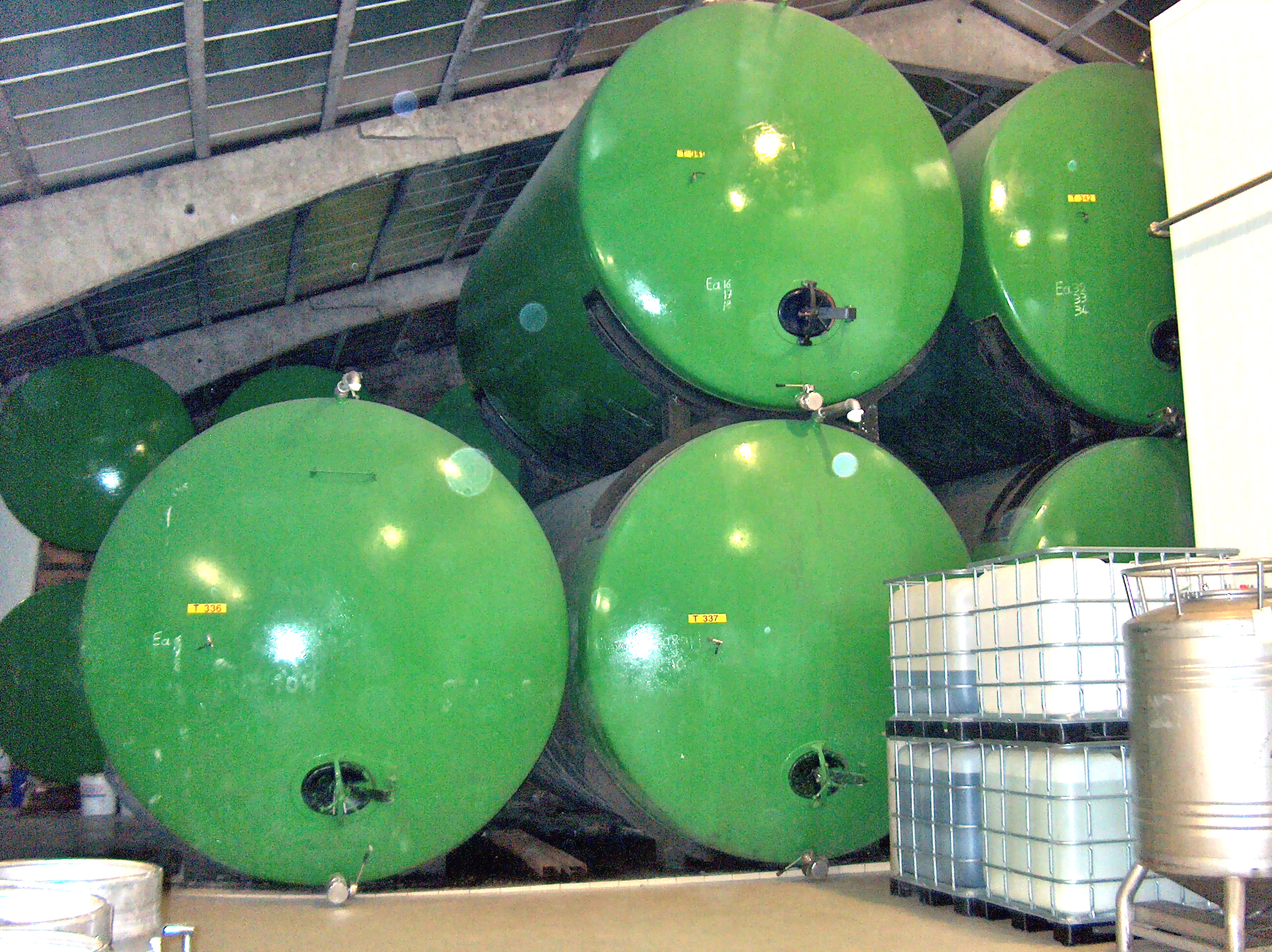
Hordók ipari lambicgyártáshoz

Az erjedés beindulását követően a sörlét érett tölgy- vagy gesztenyehordókban tárolják, sőt egyes termelők egyenesen a portugál Porto régióból vagy a spanyol Jerez régióból hozatnak hordókat, mások boroshordókat használnak erre a célra. A lambic sört hosszú ideig hagyják forrni, általában akár egy, két vagy akár három évig is tárolhatják hordóban, mielőtt palackozzák. A hordóban lévő sör tetejére kiülő élesztőgombák egyfajta levegőzáró réteget („velo de flor”) képeznek, amely meggátolja a sör oxidálódását. A hordókat a fermentálódás és az érlelés alatt nem töltik újra.
A lambic sörök másik jellegzetessége, hogy a palackban található végső termék általában minimum két évjárat keveréke, amelyben az idősebb lambic sör hozzáadása akár újabb erjedést is beindíthat a fiatalabb, egyéves sörben. Némelyik sörfőzde igazából csak felvásárolja és összekeveri a más termelőktől származó évjáratokat, hogy a kívánt végterméket kialakítsa (hasonlóan az ausztrál és a kaliforniai bortermelők gyakorlatához). Egy jó geuze sör akár 6 éves erjesztési és érlelési folyamaton is keresztülmehet és a végeredmény íze, aromája és buborékeloszlása emlékeztet a pezsgőre. A helyi termelők természetesen büszkék a világon egyedülálló termékükre és az elmúlt években világszerte nagy érdeklődés övezi ezt a sörfajtát. A Beersel városában található Oud Beersel sörfőzde terméke, az Oude Beersel Oude Geuze nyerte el a világ legjobb lambic söre címet 2007-ben. A kereskedelmi forgalomban általában geuze sörök és különféle gyümölcsök hozzáadásával készült változataik kaphatók, azonban a sörfőzdék által kiszolgált területen ennél jelentősen szélesebb a választék, némelyik lambicot cukor vagy különféle szirupok hozzáadásával édesítik, hiszen a hosszas érlelési folyamat végére meglehetősen savanyú ízük lesz.
A lambic söröket általában Brüsszel városában és környékén fogyasztják, és felhasználják a belga ételekben is.

## A lambic sörök típusai

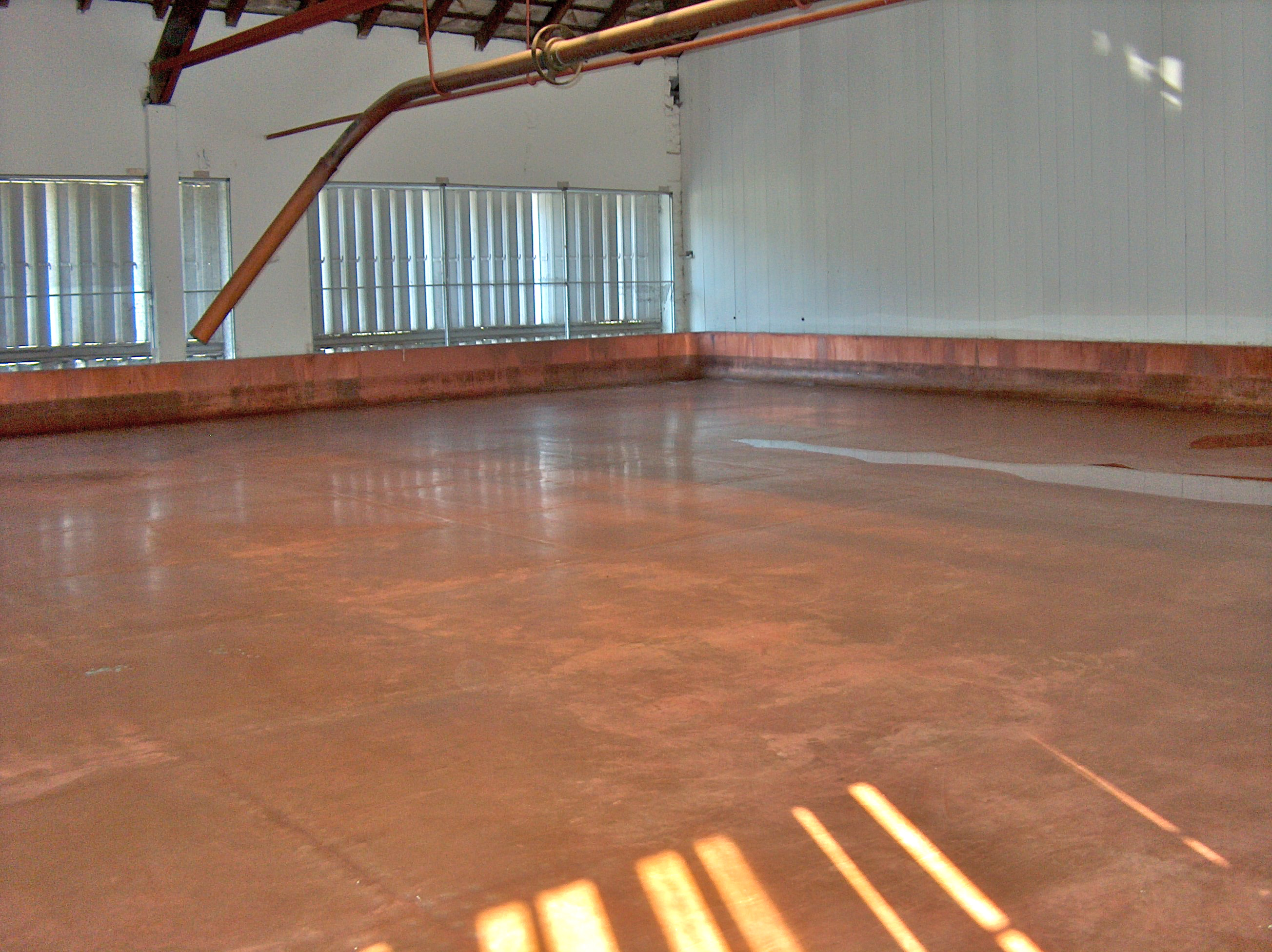
A hűtőkád, ahol a sörlét a főzés után kihűtik, illetve összekeverik a megfelelő erjesztőgombákkal

Lambic (tiszta)
A tiszta, nem kevert lambic sör ködös, átlátszatlan, nem szénsavas és meglehetősen savanyú ital, csapoltan már csak néhány helyen kapható Belgiumban is. Általában 3 évesen adják el, egy palackozott változata a Cantillon sörfőzdétől, Grand Cru néven Belgiumon kívül is kapható.
Gueuze lambic
A fiatal (egyéves) és öregebb (kettő- v. hároméves) lambic sörök keveréke, amelyek a keverés hatására az üvegben másodlagos erjedési folyamaton mennek keresztül (a pezsgő előállítási folyamatához hasonlóan). Ennek eredményeként a termelődő szén-dioxid az üvegben marad és feloldódik a sörben. A jó geuze söröket minimum egy évig hagyják állni, de akár 10-20 évig is eltartható. A másodlagos erjedésnek köszönhetően a geuze söröknek rendkívül finom, apró buborékai vannak.
Mars
A Mars általában a gyengébb, alacsonyabb alkoholtartalmú lambic sörökre utalt, napjainkban kereskedelmi forgalomban már nem található.
Faro
Alacsony alkoholtartalmú, enyhén édeskés „asztali” sör, amelyet az alap lambic sörből készítenek barna cukor hozzáadásával. Hagyományosan tiszta hároméves lambic vagy marc sörökből készítették és csapolt sörként hozták forgalomba. A cukrot régebben csapolás után a fogyasztó adta a sörhöz, és a korsó mellé felszolgált mozsárban törték össze, ezért a cukor sem az alkoholtartalmat, sem a szénsavasságot nem növelte meg.
Gyümölcs
Lambic sörök, amelyekhez különféle gyümölcsöket adtak az első erjedést követően: cseresznye (kriek), málna (framboise), őszibarack (pêche), fekete ribizli (cassis), szőlő v. mazsola (druif), eper (aardbei). A gyümölcsöt akár természetes formájában, akár cukrozott szirupként is adagolhatják. Egyéb, ritka ízek az alma, banán, ananász, szilva, sárgabarack vagy citrom. A gyümölcsös lambic sörökben általában másodlagos fermentáció indul be a cukortartalmú gyümölcs(szirup) hozzáadásával, amely lefolyhat a hordóban vagy a palackban. Habár a gyümölcsös lambic sörök a legismertebbek Belgiumon kívül, de a kriek, framboise, frambozen vagy cassis nevek feltüntetése a palackon nem jelenti automatikusan, hogy az alapsör lambic típusú. Erre az egyik legjobb példa a Liefmans sörfőzde, amely barna ale söröket használ a gyümölcssörök előállításához. A gyümölcsös lambic sörök kereskedelmi sikerét követően a legtöbb, ma forgalomban kapható gyümölcsízű sör sajnos nem valami magas minőségű termék, aminek oka, hogy általában tele vannak mesterséges édesítőszerekkel és aromákkal, és nem gyümölcs, hanem szirupok felhasználásával készülnek, ízük pedig meg sem közelíti a hagyományos eljárással készült lambic sörök komplex ízét.
A fent felsorolt lambic típusok között található eredetvédelmi címkével ellátott (Traditional Speciality Guaranteed (TSG)) sör.

## A név kialakulása
A sörök neve feltehetően a holland nyelvből ered, és a „Lembeek”-re vezethető vissza, amely a Brüsszeltől délre, Halle városhoz közeli Lembeek településre utal, ahol ezen sörök gyártása beindult.

## Érdekesség
- Lambik a neve az egyik híres belga képregény karakterének: a Suske en Wiske képregény megalkotója, Willy Vandersteen annyira szerette a lambic söröket, hogy az egyik karaktert erről a sörről nevezte el. Lambik, későbbi nevén Ambrose (ami szintén egy sörfajtára utal) egy kopaszodó, negyven év körüli alak és a harmadik albumban, mint egy meglehetősen ostoba vízvezetékszerelő tűnt fel először.

## Ma is működő belga lambicsör-főzdék

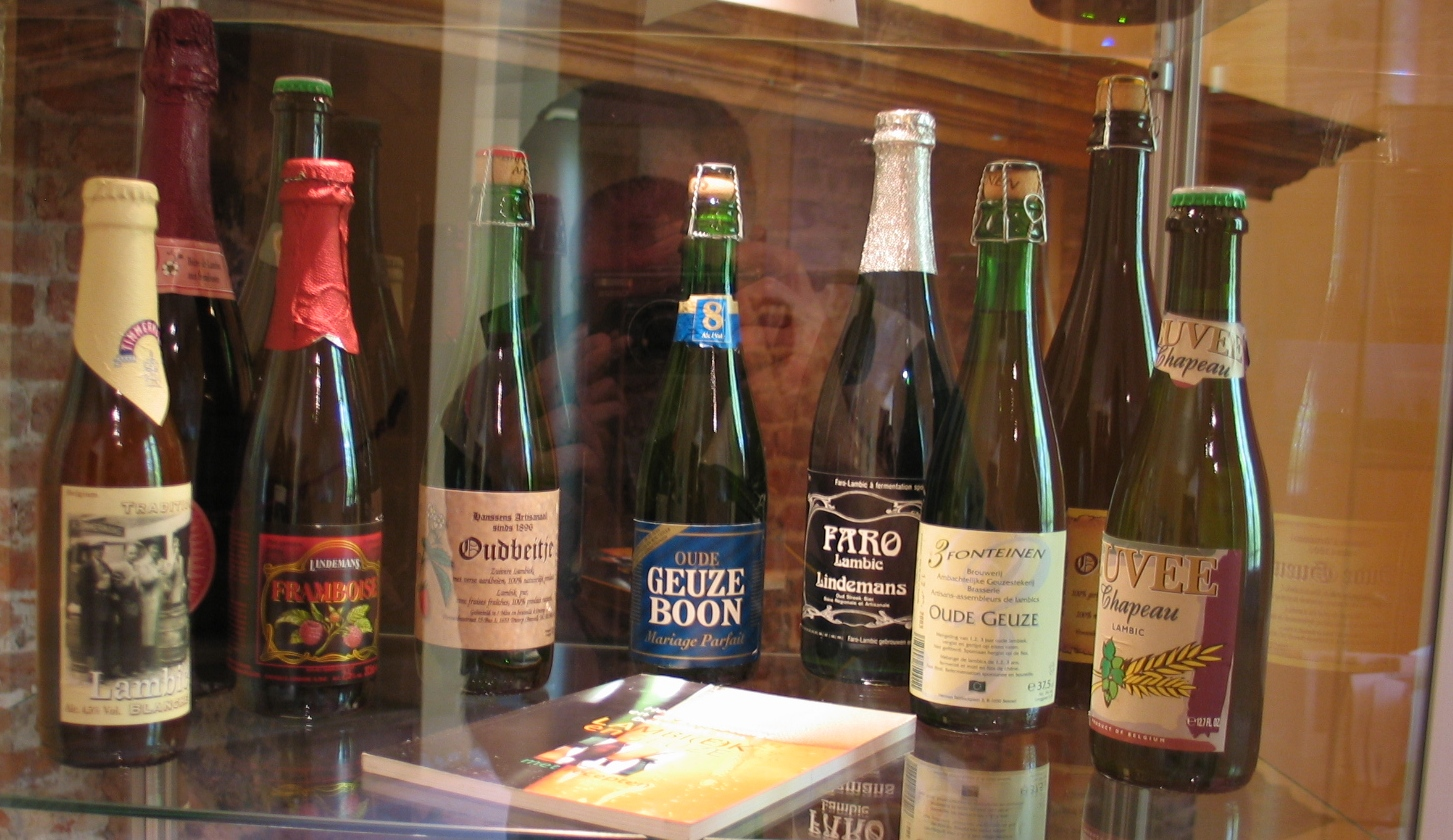
Néhány lambic sörfajta

- Belle Vue, amely ma az InBev céghez tartozik (a Sélection Lambic kivételével édesített söröket készít)
- Boon (édesített & hagyományos)
- Brasserie Cantillon (hagyományos)
- De Keersmaeker, tulajdonosa a skót Scottish & Newcastle sörfőzde, legjobban ismert terméke a Mort Subite sör. (édesített sörök, kivéve a Gueuze Fond)
- De Troch, amely a Chapeau lambic sört főzi (édesített)
- 3 Fonteinen (hagyományos)
- Girardin (hagyományos)
- Lindemans Brewery (édesített)
- Oud Beersel (nemrég újraindított), hagyományos sörök
- Timmermans (a Traditional sörök kivételével édesített)

## Belga lambicsör-készítők
- De Cam hagyományos eljárással készült lambic söröket kever
- Hanssens szintén hagyományos
- Van Honsebrouck, amely keveréssel állítja elő a St. Louis söröket (édesített, kivéve a Gueuze Fond Tradition söröket)